# Pivorai
Pivorai è un piccolo centro abitato del distretto di Ignalina della contea di Utena, nel nord-est della Lituania. Secondo il censimento del 2011, la popolazione ammonta a 30 abitanti. Si trova a 1,8 chilometri a sud di Galalaukiai. Nel villaggio cittadino è stato seppellito il famoso cantante popolare Kristina Skrebutėnienė.

## Natura e geografia
Attraverso il centro abitato, scorre il fiume Birvėta ed è situato a ridosso della foresta di Adutiškis, un polmone verde diviso tra contea di Utena e contea di Vilnius.